# Cometes amabilis
Cometes amabilis là một loài bọ cánh cứng trong họ Cerambycidae.